# SUNSHINE SAKAE presents RADIO SPLASH
『SUNSHINE SAKAE presents RADIO SPLASH』（サンシャインサカエ プレゼンツ レディオ スプラッシュ）はFM愛知制作のラジオ番組。

## 概要
2010年4月1日から2015年12月31日まで、毎週木曜日に放送されていた音楽番組。黒岩唯一とSKE48メンバーがパーソナリティを務めていた。
月一回、サンシャイン栄の地下1階グランドキャニオン広場特設ステージで様々なアーティストをゲストに迎えて公開録音イベントを開催しており、ミニライブやトークの模様をオンエアしていた。

## 放送時間
毎週木曜日 21:30 - 21:55

## 出演者

### パーソナリティ
- 黒岩唯一（2011年4月7日 - 2015年12月31日）
- SKE48

### 過去のパーソナリティ
- マルコ石本（2010年4月1日 - 2011年3月31日）

### 出演したSKE48メンバー
| 2010年      | 2010年                          | 2010年          | 2010年          | 2010年                        | 2010年                        |
| 月          | 1週目                           | 2週目           | 3週目           | 4週目                         | 5週目                         |
| ----------- | ------------------------------- | --------------- | --------------- | ----------------------------- | ----------------------------- |
| 4月         | 1日：第1回                      | 8日：第2回      | 15日：第3回     | 22日：第4回                   | 29日：第5回                   |
| 4月         | 松井珠理奈（1） 向田茉夏（1）   | 小木曽汐莉（1） | 高柳明音（1）   | 鬼頭桃菜（1）                 | 小野晴香（1）                 |
| 5月         | 6日：第6回                      | 13日：第7回     | 20日：第8回     | 27日：第9回                   | -                             |
| 5月         | 小野晴香（2） 鬼頭桃菜（2）     | 木下有希子（1） | 大矢真那（1）   | 須田亜香里（1）               | -                             |
| 6月         | 3日：第10回                     | 10日：第11回    | 17日：第12回    | 24日：第13回                  | -                             |
| 6月         | 高柳明音（2） 鬼頭桃菜（3）     | 中西優香（1）   | 高柳明音（3）   | 高田志織（1）                 | -                             |
| 7月         | 1日：第14回                     | 8日：第15回     | 15日：第16回    | 22日：第17回                  | 29日：第18回                  |
| 7月         | 木下有希子（2） 須田亜香里（2） | 小野晴香（3）   | 小木曽汐莉（2） | 佐藤実絵子（1）               | 若林倫香（1）                 |
| 8月         | 5日：第19回                     | 12日：第20回    | 19日：第21回    | 26日：第22回                  | -                             |
| 8月         | 小木曽汐莉（3） 鬼頭桃菜（4）   | 内山命（1）     | 石田安奈（1）   | 加藤るみ（1）                 | -                             |
| 9月         | 2日：第23回                     | 9日：第24回     | 16日：第25回    | 23日：第26回                  | 30日：第27回                  |
| 9月         | 若林倫香（2） 佐藤実絵子（2）   | 桑原みずき（1） | 加藤智子（1）   | 高田志織（2）                 | 石田安奈（2） 小木曽汐莉（4） |
| 10月        | 7日：第28回                     | 14日：第29回    | 21日：第30回    | 28日：第31回                  | -                             |
| 10月        | 秦佐和子（1）                   | 出口陽（1）     | 松村香織（1）   | 小野晴香（4） 佐藤実絵子（3） | -                             |
| 11月        | 4日：第32回                     | 11日：第33回    | 18日：第34回    | 25日：第35回                  | -                             |
| 11月        | 加藤るみ（2） 高田志織（3）     | 小木曽汐莉（5） | 矢方美紀（1）   | 木﨑ゆりあ（1）               | -                             |
| 12月        | 2日：第36回                     | 9日：第37回     | 16日：第38回    | 23日：第39回                  | 30日：第40回                  |
| 12月        | 秦佐和子（2） 梅本まどか（1）   | 阿比留李帆（1） | 赤枝里々奈（1） | 金子栞（1）                   | 松本梨奈（1） 山田澪花（1）   |
| 1. 2. 3. 4. |                                 |                 |                 |                               |                               |

| 2011年         | 2011年                          | 2011年          | 2011年                        | 2011年                        | 2011年                    |
| 月             | 1週目                           | 2週目           | 3週目                         | 4週目                         | 5週目                     |
| -------------- | ------------------------------- | --------------- | ----------------------------- | ----------------------------- | ------------------------- |
| 1月            | 6日：第41回                     | 13日：第42回    | 20日：第43回                  | 27日：第44回                  | -                         |
| 1月            | 平田璃香子（1）                 | 間野春香（1）   | 阿比留李帆（2）               | 中西優香（2）                 | -                         |
| 2月            | 3日：第45回                     | 10日：第46回    | 17日：第47回                  | 24日：第48回                  | -                         |
| 2月            | 石田安奈（3） 矢方美紀（2）     | 山田恵里伽（1） | 磯原杏華（1）                 | 山下ゆかり（1）               | -                         |
| 3月            | 3日：第49回                     | 10日：第50回    | 17日：第51回                  | 24日：第52回                  | 31日：第53回              |
| 3月            | 山田澪花（2） 木本花音（1）     | 小林亜実（1）   | 桑原みずき（2）               | 上野圭澄（1）                 | 竹内舞（1）               |
| 4月            | 7日：第54回                     | 14日：第55回    | 21日：第56回                  | 28日：第57回                  | -                         |
| 4月            | 木﨑ゆりあ（2）                 | 酒井萌衣（1）   | 中村優花（1）                 | 佐藤実絵子（4） 金子栞（2）   | -                         |
| 5月            | 5日：第58回                     | 12日：第59回    | 19日：第60回                  | 26日：第61回                  | -                         |
| 5月            | 高木由麻奈（1）                 | 都築里佳（1）   | 原望奈美（1）                 | 赤枝里々奈（2） 酒井萌衣（2） | -                         |
| 6月            | 2日：第62回                     | 9日：第63回     | 16日：第64回                  | 23日：第65回                  | 30日：第66回              |
| 6月            | 若林倫香（3）                   | 木下有希子（3） | 高田志織（4）                 | 後藤理沙子（1）               | 出口陽（2） 松本梨奈（2） |
| 7月            | 7日：第67回                     | 14日：第68回    | 21日：第69回                  | 28日：第70回                  | -                         |
| 7月            | 斉藤真木子（1）                 | 中西優香（3）   | 出口陽（3）                   | 中村優花（2）                 | -                         |
| 8月            | 4日：第71回                     | 11日：第72回    | 18日：第73回                  | 25日：第74回                  | -                         |
| 8月            | 木下有希子（4） 小林絵未梨（5） | 平田璃香子（2） | 加藤るみ（3）                 | 柴田阿弥（1）                 | -                         |
| 9月            | 1日：第75回                     | 8日：第76回     | 15日：第77回                  | 22日：第78回                  | 29日：第79回              |
| 9月            | 桑原みずき（3） 木下有希子（5） | 水埜帆乃香（1） | 阿比留李帆（3）               | 梅本まどか（2）               | 金子栞（3） 木本花音（2） |
| 10月           | 6日：第80回                     | 13日：第81回    | 20日：第82回                  | 27日：第83回                  | -                         |
| 10月           | 赤枝里々奈（3）                 | 磯原杏華（2）   | 石田安奈（4）                 | 山田恵里伽（2）               | -                         |
| 11月           | 3日：第84回                     | 10日：第85回    | 17日：第86回                  | 24日：第87回                  | -                         |
| 11月           | 上野圭澄（2）                   | 松村香織（2）   | 竹内舞（2）                   | 高木由麻奈（2）               | -                         |
| 12月           | 1日：第88回                     | 8日：第89回     | 15日：第90回                  | 22日：第91回                  | 29日：第92回              |
| 12月           | 斉藤真木子（2） 水埜帆乃香（2） | 佐藤聖羅（1）   | 後藤理沙子（2） 酒井萌衣（3） | 酒井萌衣（4）                 | 加藤るみ（4）             |
| 1. 2. 3. 4. 5. |                                 |                 |                               |                               |                           |

| 2012年            | 2012年                          | 2012年                        | 2012年          | 2012年                        | 2012年          |
| 月                | 1週目                           | 2週目                         | 3週目           | 4週目                         | 5週目           |
| ----------------- | ------------------------------- | ----------------------------- | --------------- | ----------------------------- | --------------- |
| 1月               | 5日：第93回                     | 12日：第94回                  | 19日：第95回    | 26日：第96回                  | -               |
| 1月               | 中西優香（4）                   | 市野成美（1）                 | 岩永亞美（1）   | 江籠裕奈（1）                 | -               |
| 2月               | 2日：第97回                     | 9日：第98回                   | 16日：第99回    | 23日：第100回                 | -               |
| 2月               | 木下有希子（6） 阿比留季帆（4） | 大脇有紗（1）                 | 菅なな子（1）   | 新土居沙也加（1）             | -               |
| 3月               | 1日：第101回                    | 8日：第102回                  | 15日：第103回   | 22日：第104回                 | 29日：第105回   |
| 3月               | 松本梨奈（3）                   | 佐藤聖羅（2）                 | 荻野利沙（1）   | 新土居沙也加（2）             | 藤本美月（1）   |
| 4月               | 5日：第106回                    | 12日：第107回                 | 19日：第108回   | 26日：第109回                 | -               |
| 4月               | 梅本まどか（3） 柴田阿弥（2）   | 二村春香（1）                 | 山田みずほ（1） | 宮前杏実（1）                 | -               |
| 5月               | 3日：第110回                    | 10日：第111回                 | 17日：第112回   | 24日：第113回                 | 31日：第114回   |
| 5月               | 内山命（2） 菅なな子（2）       | 古畑奈和（1）                 | 今出舞（1）     | 犬塚あさな（1）               | 梅本まどか（4） |
| 6月               | 7日：第115回                    | 14日：第116回                 | 21日：第117回   | 28日：第118回                 | -               |
| 6月               | 古畑奈和（2）                   | 江籠裕奈（2）                 | 水埜帆乃香（3） | 市野成美（2）                 | -               |
| 7月               | 5日：第119回                    | 12日：第120回                 | 19日：第121回   | 26日：第122回                 | -               |
| 7月               | 佐藤聖羅（3） 山田澪花（3）     | 犬塚あさな（2）               | 古畑奈和（3）   | 後藤理沙子（3） 若林倫香（4） | -               |
| 8月               | 2日：第123回                    | 9日：第124回                  | 16日：第125回   | 23日：第126回                 | 30日：第127回   |
| 8月               | 江籠裕奈（3）                   | 宮前杏実（2）                 | 都築里佳（2）   | 荻野利沙（2）                 | 藤本美月（2）   |
| 9月               | 6日：第128回                    | 13日：第129回                 | 20日：第130回   | 27日：第131回                 | -               |
| 9月               | 後藤理沙子（4）                 | 加藤るみ（5）                 | 鬼頭桃菜（5）   | 山下ゆかり（2） 小林亜実（2） | -               |
| 10月              | 4日：第132回                    | 11日：第133回                 | 18日：第134回   | 25日：第135回                 | -               |
| 10月              | 斉藤真木子（3）                 | 斉藤真木子（4）               | 小林亜実（3）   | 加藤智子（2）                 | -               |
| 11月              | 1日：第136回                    | 8日：第137回                  | 15日：第138回   | 22日：第139回                 | 29日：第140回   |
| 11月              | 佐藤聖羅（4） 赤枝里々奈（4）   | 松村香織（3） 梅本まどか（5） | 梅本まどか（6） | 阿比留李帆（5）               | 二村春香（2）   |
| 12月              | 6日：第141回                    | 13日：第142回                 | 20日：第143回   | 27日：第144回                 | -               |
| 12月              | 加藤るみ（6） 内山命（3）       | 都築里佳（3）                 | 酒井萌衣（5）   | 中西優香（5） 菅なな子（3）   | -               |
| 1. 2. 3. 4. 5. 6. |                                 |                               |                 |                               |                 |

| 2013年   | 2013年                        | 2013年          | 2013年                        | 2013年                        | 2013年                        |
| 月       | 1週目                         | 2週目           | 3週目                         | 4週目                         | 5週目                         |
| -------- | ----------------------------- | --------------- | ----------------------------- | ----------------------------- | ----------------------------- |
| 1月      | 3日：第145回                  | 10日：第146回   | 17日：第147回                 | 24日：第148回                 | 31日：第149回                 |
| 1月      | 阿比留李帆（6）               | 磯原杏華（3）   | 内山命（4）                   | 金子栞（4） 柴田阿弥（3）     | 井口栞里（1）                 |
| 2月      | 7日：第150回                  | 14日：第151回   | 21日：第152回                 | 28日：第153回                 | -                             |
| 2月      | 小林亜実（4）                 | 阿比留李帆（7） | 高木由麻奈（3）               | 中西優香（6） 出口陽（4）     | -                             |
| 3月      | 7日：第154回                  | 14日：第155回   | 21日：第156回                 | 28日：第157回                 | -                             |
| 3月      | 竹内舞（3）                   | 須田亜香里（3） | 石田安奈（5）                 | 大矢真那（2） 加藤るみ（7）   | -                             |
| 4月      | 4日：第158回                  | 11日：第159回   | 18日：第160回                 | 25日：第161回                 | -                             |
| 4月      | 矢方美紀（3）                 | 山下ゆかり（3） | 小林亜実（5）                 | 後藤理沙子（6） 加藤智子（3） | -                             |
| 5月      | 2日：第162回                  | 9日：第163回    | 16日：第164回                 | 23日：第165回                 | 30日：第166回                 |
| 5月      | 井口栞里（2）                 | 梅本まどか（7） | 水埜帆乃香（4）               | 佐藤実絵子（5）               | 斉藤真木子（5） 酒井萌衣（6） |
| 6月      | 6日：第167回                  | 13日：第168回   | 20日：第169回                 | 27日：第170回                 | -                             |
| 6月      | 須田亜香里（4）               | 市野成美（3）   | 岩永亞美（2）                 | 犬塚あさな（3）               | -                             |
| 7月      | 4日：第171回                  | 11日：第172回   | 18日：第173回                 | 25日：第174回                 | -                             |
| 7月      | 木下有希子（7） 江籠裕奈（4） | 大脇有紗（2）   | 内山命（5）                   | 金子栞（5）                   | -                             |
| 8月      | 1日：第175回                  | 8日：第176回    | 15日：第177回                 | 22日：第178回                 | 29日：第179回                 |
| 8月      | 宮前杏実（3）                 | 山田澪花（4）   | 斉藤真木子（6） 二村春香（3） | 松本梨奈（4）                 | 高木由麻奈（4）               |
| 9月      | 5日：第180回                  | 12日：第181回   | 19日：第182回                 | 26日：第183回                 | -                             |
| 9月      | 竹内舞（4）                   | 山下ゆかり（4） | 斉藤真木子（7）               | 佐藤聖羅（5）                 | -                             |
| 10月     | 3日：第184回                  | 10日：第185回   | 17日：第186回                 | 24日：第187回                 | 31日：第188回                 |
| 10月     | 石田安奈（6） 後藤理沙子（7） | 出口陽（5）     | 酒井萌衣（7）                 | 加藤智子（4） 佐藤実絵子（6） | 水埜帆乃香（5）               |
| 11月     | 7日：第189回                  | 14日：第190回   | 21日：第191回                 | 28日：第192回                 | -                             |
| 11月     | 酒井萌衣（8）                 | 市野成美（4）   | 岩永亞美（3）                 | 石田安奈（7） 矢方美紀（4）   | -                             |
| 12月     | 5日：第193回                  | 12日：第194回   | 19日：第195回                 | 26日：第196回                 | -                             |
| 12月     | 熊崎晴香（1）                 | 阿比留李帆（8） | 大脇有紗（3）                 | 二村春香（4）                 | -                             |
| 1. 2. 3. |                               |                 |                               |                               |                               |

| 2014年            | 2014年                          | 2014年          | 2014年                 | 2014年                      | 2014年                        |
| 月                | 1週目                           | 2週目           | 3週目                  | 4週目                       | 5週目                         |
| ----------------- | ------------------------------- | --------------- | ---------------------- | --------------------------- | ----------------------------- |
| 1月               | 2日：第197回                    | 9日：第198回    | 16日：第199回          | 23日：第200回               | 30日：第201回                 |
| 1月               | 竹内舞（5）                     | 折戸愛彩（1）   | 野口由芽（1）          | 日高優月（1）               | 井田玲音名（1）               |
| 2月               | 6日：第202回                    | 13日：第203回   | 20日：第204回          | 27日：第205回               | -                             |
| 2月               | 東李苑（1） 宮前杏実（4）       | 市野成美（5）   | 日高優月（2）          | 大脇有紗（4）               | -                             |
| 3月               | 6日：第206回                    | 13日：第207回   | 20日：第208回          | 27日：第209回               | -                             |
| 3月               | 石田安奈（8） 金子栞（6）       | 山田樹奈（1）   | 向田茉夏（2）          | 斉藤真木子（8）             | -                             |
| 4月               | 3日：第210回                    | 10日：第211回   | 17日：第212回          | 24日：第213回               | -                             |
| 4月               | 江籠裕奈（5）                   | 石田安奈（9）   | 北川綾巴（1）          | 山田みずほ（2）             | -                             |
| 5月               | 1日：第214回                    | 8日：第215回    | 15日：第216回          | 22日：第217回               | 29日：第218回                 |
| 5月               | 磯原杏華（4） 加藤るみ（8）     | 磯原杏華（5）   | 谷真理佳（1）          | 内山命（6）                 | 佐藤実絵子（7） 二村春香（5） |
| 6月               | 5日：第219回                    | 12日：第220回   | 19日：第221回          | 26日：第222回               | -                             |
| 6月               | 高木由麻奈（5）                 | 井田玲音名（2） | 岩永亞美（4）          | 石田安奈（10）              | -                             |
| 7月               | 3日：第223回                    | 10日：第224回   | 17日：第225回          | 24日：第226回               | 31日：第227回                 |
| 7月               | 酒井萌衣（9）                   | 山田みずほ（3） | 東李苑（2）            | 都築里佳（4）               | 矢方美紀（5）                 |
| 8月               | 7日：第228回                    | 14日：第229回   | 21日：第230回          | 28日：第231回               | -                             |
| 8月               | 小石公美子（1） 矢方美紀        | 竹内舞（5）     | 惣田紗莉渚（1） 竹内舞 | 岩永亞美（5） 熊崎晴香（2） | -                             |
| 9月               | 4日：第232回                    | 11日：第233回   | 18日：第234回          | 25日：第235回               | -                             |
| 9月               | 髙寺沙菜（1）                   | 神門沙樹（1）   | 荒井優希（1）          | 福士奈央（1）               | -                             |
| 10月              | 2日：第236回                    | 9日：第237回    | 16日：第238回          | 23日：第239回               | 30日：第240回                 |
| 10月              | 木下有希子（8） 梅本まどか（8） | 北野瑠華（1）   | 山下ゆかり（5）        | 松本慈子（1）               | 宮前杏実（5）                 |
| 11月              | 6日：第241回                    | 13日：第242回   | 20日：第243回          | 27日：第244回               | -                             |
| 11月              | 犬塚あさな（4）                 | 市野成美（6）   | 熊崎晴香（3）          | 小林亜実（6）               | -                             |
| 12月              | 4日：第245回                    | 11日：第246回   | 18日：第247回          | 25日：第248回               | -                             |
| 12月              | 都築里佳（5）                   | 日高優月（3）   | 後藤理沙子（8）        | 鎌田菜月（1）               | -                             |
| 1. 2. 3. 4. 5. 6. |                                 |                 |                        |                             |                               |

| 2015年            | 2015年                         | 2015年                      | 2015年          | 2015年                     | 2015年                      |
| 月                | 1週目                          | 2週目                       | 3週目           | 4週目                      | 5週目                       |
| ----------------- | ------------------------------ | --------------------------- | --------------- | -------------------------- | --------------------------- |
| 1月               | 1日：第249回                   | 8日：第250回                | 15日：第251回   | 22日：第252回              | 29日：第253回               |
| 1月               | 北川綾巴（2） 二村春香（6）    | 北川綾巴（3） 二村春香（7） | 小林亜実（7）   | 松本慈子（2）              | 神門沙樹（2）               |
| 2月               | 5日：第254回                   | 12日：第255回               | 19日：第256回   | 26日：第257回              | -                           |
| 2月               | 梅本まどか（9） 酒井萌衣（10） | 高木由麻奈（6）             | 髙寺沙菜（2）   | 竹内舞（6）                | -                           |
| 3月               | 5日：第258回                   | 12日：第259回               | 19日：第260回   | 26日：第261回              | -                           |
| 3月               | 内山命（7） 山下ゆかり（6）    | 市野成美（7）               | 井田玲音名（3） | 日高優月（4）              | -                           |
| 4月               | 2日：第262回                   | 9日：第263回                | 16日：第264回   | 23日：第265回              | 30日：第266回               |
| 4月               | 北川綾巴（4）                  | 竹内彩姫（1）               | 東李苑（3）     | 木本花音（3）              | 宮前杏実（6）               |
| 5月               | 7日：第267回                   | 14日：第268回               | 21日：第269回   | 28日：第270回              | -                           |
| 5月               | 古畑奈和（4） 柴田阿弥（4）    | 青木詩織（1）               | 酒井萌衣（11）  | 内山命（8）                | -                           |
| 6月               | 4日：第271回                   | 11日：第272回               | 18日：第273回   | 25日：第274回              | -                           |
| 6月               | 矢方美紀（6） 石田安奈（11）   | 小石公美子（2）             | 惣田紗莉渚（2） | 矢方美紀（7）              | -                           |
| 7月               | 2日：第275回                   | 9日：第276回                | 16日：第277回   | 23日：第278回              | 30日：第279回               |
| 7月               | 後藤理沙子（9） 竹内舞（7）    | 荒井優希（2）               | 髙塚夏生（1）   | 竹内舞（8）                | 江籠裕奈（6） 神門沙樹（3） |
| 8月               | 6日：第280回                   | 13日：第281回               | 20日：第282回   | 27日：第283回              | -                           |
| 8月               | 松本慈子（3）                  | 野島樺乃（1）               | 高畑結希（1）   | 石田安奈（12） 内山命（9） | -                           |
| 9月               | 3日：第284回                   | 10日：第285回               | 17日：第286回   | 24日：第287回              | -                           |
| 9月               | 辻のぞみ（1）                  | 小畑優奈（1）               | 杉山愛佳（1）   | 菅原茉椰（1）              | -                           |
| 10月              | 1日：第288回                   | 8日：第289回                | 15日：第290回   | 22日：第291回              | 29日：第292回               |
| 10月              | 日高優月（5） 井田玲音名（4）  | 酒井萌衣（12）              | 太田彩夏（1）   | 後藤理沙子（10）           | 片岡成美（1）               |
| 11月              | 5日：第293回                   | 12日：第294回               | 19日：第295回   | 26日：第296回              | -                           |
| 11月              | 北川綾巴（5） 江籠裕奈（7）    | 日高優月（6）               | 北野瑠華（2）   | -                          | -                           |
| 12月              | 3日：第297回                   | 10日：第298回               | 17日：第299回   | 24日：第300回              | 31日：第301回               |
| 12月              | 都築里佳（6）                  | 谷真理佳（2）               | 矢方美紀（8）   | 竹内舞（9）                | 竹内舞（10）                |
| 1. 2. 3. 4. 5. 6. |                                |                             |                 |                            |                             |

## 公開収録
| 公開収録日時・出演者 | 公開収録日時・出演者 | 公開収録日時・出演者               | 公開収録日時・出演者                                                      |
| 回                   | 収録日               | MCメンバー                         | ゲストアーティスト                                                        |
| -------------------- | -------------------- | ---------------------------------- | ------------------------------------------------------------------------- |
| 1                    | 2010年 4月30日       | 小野晴香・鬼頭桃菜                 | うたまろ・鈴木雅之                                                        |
| 2                    | 5月28日              | 高柳明音・鬼頭桃菜                 | YAK.・中村中                                                              |
| 3                    | 6月25日              | 木下有希子・須田亜香里             | La-Vie・阪井あゆみ                                                        |
| 4                    | 7月30日              | 小木曽汐莉・鬼頭桃菜               | 吉田山田・Love                                                            |
| 5                    | 8月27日              | 若林倫香・佐藤実絵子               | Jam9・ONE☆DRAFT                                                           |
| 6                    | 9月24日              | 石田安奈・小木曽汐莉               | Dream・LOVE                                                               |
| 7                    | 10月29日             | 加藤るみ・高田志織                 | Hi-Fi CAMP・鶴                                                            |
| 8                    | 11月26日             | 秦佐和子・梅本まどか               | ghostnote・RYTHEM                                                         |
| 9                    | 12月23日             | 松本梨奈・山田澪花                 | GARNET CROW・ET-KING（イトキン、TENN）・太志（Aqua Timez）                |
| 10                   | 2011年 1月28日       | 石田安奈・矢方美紀                 | SHU-I・SM☆SH                                                              |
| 11                   | 2月25日              | 山田澪花・木本花音                 | Ms.OOJA・Lil'B                                                            |
| ※                    | 3月21日              | （地震の影響の為、中止）           | （地震の影響の為、中止）                                                  |
| 12                   | 4月22日              | 佐藤実絵子・金子栞                 | MASH・キム・ヒョンジュン                                                  |
| 13                   | 5月20日              | 赤枝里々奈・酒井萌衣               | カルテット・Rake                                                          |
| 14                   | 6月24日              | 出口陽・松本梨奈                   | 間慎太郎・MEGARYU                                                         |
| 15                   | 7月29日              | 木下有希子・小林絵未梨             | DOMINO・nobodyknows+                                                      |
| 16                   | 8月26日              | 桑原みずき・木下有希子             | 森恵・コボリツトム                                                        |
| 17                   | 9月23日              | 金子栞・木本花音                   | アリル・シクラメン                                                        |
| 18                   | 10月28日             | 阿比留李帆・上野圭澄               | Sunya・CLIFF EDGE                                                         |
| 19                   | 11月25日             | 斉藤真木子・水埜帆乃香             | jyA-Me・名古屋おもてなし武将隊・指田郁也                                  |
| 20                   | 12月23日             | 矢方美紀・赤枝里々奈               | Noa・吉田山田・JUNO                                                       |
| 21                   | 2012年 1月27日       | 木下有希子・阿比留季帆             | SATOMI'・INSPi                                                            |
| 22                   | 2月24日              | 佐藤聖羅・松本梨奈                 | YU-A・LUV and SOUL                                                        |
| 23                   | 3月30日              | 梅本まどか・柴田阿弥               | アルマカミニイト・サンプラザ中野くん                                      |
| 24                   | 4月27日              | 内山命・菅なな子                   | 磯貝サイモン・さかいゆう                                                  |
| 25                   | 5月25日              | 原望奈美・山下ゆかり               | 秋休～AKIYASUMI～・河村隆一                                               |
| 26                   | 6月29日              | 佐藤聖羅・山田澪花                 | 信政誠・DadaD・SPYAIR                                                     |
| 27                   | 7月20日              | 後藤理沙子・若林倫香               | MASH・インソク（SHU-I）                                                   |
| 28                   | 9月21日              | 山下ゆかり・小林亜実               | ID:69・TWIN CROSS                                                         |
| 29                   | 10月26日             | 佐藤聖羅・赤枝里々奈               | 城南海・azusa                                                             |
| 30                   | 11月30日             | 加藤るみ・内山命                   | YU-A・YOMI（ナイトメア）                                                  |
| 31                   | 12月21日             | 中西優香・菅なな子                 | 真戸原直人（アンダーグラフ）・INSPi                                       |
| 32                   | 2013年 1月18日       | 金子栞・柴田阿弥                   | MASH・川畑要                                                              |
| 33                   | 2月22日              | 中西優香・出口陽                   | 池田彩・純烈                                                              |
| 34                   | 3月22日              | 大矢真那・加藤るみ                 | 城奈菜美・LUV                                                             |
| 35                   | 4月19日              | 後藤理沙子・加藤智子               | うたまろ・AMIAYA                                                          |
| 36                   | 5月24日              | 斉藤真木子・酒井萌衣               | モンスター★パラダイス・立川俊之（tckw band）                              |
| 37                   | 6月28日              | 木下有希子・江籠裕奈               | 佐賀優子・ぽこた                                                          |
| 38                   | 7月5日               | 磯原杏華・東李苑                   | 斉藤利菜・Hilcrhyme                                                       |
| 39                   | 8月9日               | 斉藤真木子・二村春香               | カルテット・塩ノ谷早耶香・千葉（仙台貨物）                                |
| 40                   | 9月27日              | 石田安奈・後藤理沙子               | LIFriends・あきいちこ・MASH                                               |
| 41                   | 10月18日             | 加藤智子・佐藤実絵子               | 山崎あおい・Matt Cab・吉田山田                                            |
| 42                   | 11月22日             | 石田安奈・矢方美紀                 | 工藤えみ・片桐舞子（from MAY'S）                                          |
| 43                   | 12月20日             | 竹内舞・二村春香                   | 近藤晃央・DEEN                                                            |
| 44                   | 2014年 1月24日       | 東李苑・宮前杏実                   | 金築卓也・AZU・真戸原直人（アンダーグラフ）                               |
| 45                   | 2月28日              | 石田安奈・金子栞                   | 見田村千晴・LUV                                                           |
| 46                   | 3月14日              | 斉藤真木子・向田茉夏               | 好加・Sissy                                                               |
| 47                   | 4月25日              | 磯原杏華・加藤るみ                 | ノックチャック・Suzu                                                      |
| 48                   | 5月23日              | 佐藤実絵子・二村春香               | カルテット・吉澤嘉代子                                                    |
| ※                    | 6月27日              | （警備体制などの見直しの為、中止） | （警備体制などの見直しの為、中止）                                        |
| 49                   | 7月25日              | 大矢真那・北川綾巴・阿比留李帆     | SHU-I・SHUN                                                               |
| 50                   | 8月22日              | 岩永亞美・熊崎晴香                 | 笹木ヘンドリクス・Amour MiCo                                              |
| 51                   | 9月26日              | 木下有希子・梅本まどか             | 大知正紘・間慎太郎                                                        |
| 52                   | 10月31日             | 青木詩織・竹内彩姫                 | メレンゲ・Jam9                                                            |
| 53                   | 11月28日             | 木本花音・斉藤真木子               | 名古屋おもてなし武将隊・中村耕一                                          |
| 54                   | 12月19日             | 北川綾巴・二村春香                 | うたまろ・ななみ                                                          |
| 55                   | 2015年 1月30日       | 梅本まどか・酒井萌衣               | ADAM at・ひまり                                                           |
| 56                   | 2月27日              | 内山命・山下ゆかり                 | 上野優華・Lynch.（悠介、明徳、晁直）                                      |
| 57                   | 3月20日              | 市野成美・斉藤真木子               | ポタリ・原田聡                                                            |
| 58                   | 5月1日               | 古畑奈和・柴田阿弥                 | がんばれ!Victory・うたまろ 東京パフォーマンスドール（上西星来、櫻井沙希） |
| 59                   | 5月22日              | 矢方美紀・石田安奈                 | 亮二・ユメノツヅキ                                                        |
| 60                   | 6月26日              | 後藤理沙子・竹内舞                 | DEEN・袈裟丸祐介                                                          |
| 61                   | 7月24日              | 江籠裕奈・神門沙樹                 | マジカル♡パレード BEACH・柴田あゆみ・橘佳奈                               |
| 62                   | 8月21日              | 石田安奈・内山命                   | 沢田チャレンジ（ザ・チャレンジ）・斉藤利菜                                |
| 63                   | 9月25日              | 日高優月・井田玲音名               | ぴゅあぎぃーく・森山ほのみ                                                |
| 64                   | 10月30日             | 北川綾巴・江籠裕奈                 | 侍                                                                        |
| 65                   | 11月20日             | スペシャルトークショー             | SKE48（石田安奈、惣田紗莉渚、斉藤真木子、柴田阿弥）                       |